# Arthur Farwell
Pour les articles homonymes, voir Farwell.
Arthur Farwell, né le 23 mars 1872, à Saint Paul, dans le Minnesota, et mort le 20 janvier 1952, à New York, est un compositeur, pédagogue, lithographe, éditeur de musique et chef d'orchestre américain. Il était féru d’occultisme.

## Biographie
Il a fait des études d'ingénieur au Massachusetts Institute of Technology dont il est diplômé en 1883. Mais il se tourne vers les études musicales à Boston. Il part en Europe, où il est l'élève du compositeur Engelbert Humperdinck à Berlin, puis d'Alexandre Guilmant à Paris. 
Revenu aux États-Unis il étudie la musique à la Cornell University de 1899 à 1901, et fonde, en 1901, à Newton Center, dans le Massachusetts, la Wa-Wan Press, consacrée à la publication des œuvres des compositeurs de la mouvance « indianiste »dont il devient une des figures marquantes. C'est dans les musiques populaires, le ragtime, les chants des Afro-Américains, les chansons de cow-boys et surtout les rythmes et chants indiens que les musiciens « indianistes » veulent puiser pour créer une musique qui soit vraiment américaine.
De 1910 à 1913 Farwell dirige des concerts municipaux à New York, et, de 1915 à 1918, il dirige la Music School Settlement. En 1918 il part en Californie, où il prend la tête du département de la musique de l'University of California, Berkeley et fonde le Chœur de la communauté de Santa Barbara.
Avec sa presse lithographique il reproduit et illustre lui-même ses partitions.
Bernard Rogers a été un de ses élèves les plus remarquables.

## Discographie
- Œuvres pour piano vol. 1 : op. 21, 91, 109 (série 1) - Lisa Cheryl Thomas, piano (24-25 juillet 2011, Toccata Classics) (OCLC 818951782)
- Œuvres pour piano vol. 2 : op. 7, 12, 20 no 2, 109 - Lisa Cheryl Thomas, piano (1-2 novembre 2012, Toccata Classics) (OCLC 879346020)
- Œuvres pour piano vol. 3 : op. 20 no 1, 84, 86, 106, 113 - Lisa Cheryl Thomas, piano (24-25 novembre 2016, Toccata Classics)